# 辻内鏡人
辻内 鏡人（つじうち まこと、1954年11月5日 ‐ 2000年12月4日）は、アメリカ史学者。兵庫県神戸市出身。元一橋大学大学院社会学研究科教授。

## 略歴
東京大学経済学部卒、東京大学大学院経済学研究科単位取得退学。1990年、論文「アメリカ合衆国における奴隷制廃止後の南部社会の再編過程」にて東京大学より博士（経済学）の学位を取得。大学院在学中、本田創造（一橋大学名誉教授、元桜美林大学副学長）に師事。
桜美林大学経済学部専任講師を経て、1989年から一橋大学社会学部助教授、1997年教授。
1998年、『アメリカの奴隷制と自由主義』にて第3回アメリカ学会・清水博賞受賞。

2000年、大学から小平市の自宅へ自転車で帰宅途中、国分寺市の路上で軽四輪貨物自動車に轢過され多発肋骨骨折及び肺挫傷等の傷害を負い、その約90分後、緊張性気胸により東京都立府中病院にて死去。享年46。この事故の加害者となった男性は傷害致死罪により1審で懲役7年の判決を受けた後、控訴中に拘置所内で自殺したが、加害者の遺族が国の落ち度を訴え、国家賠償請求訴訟の裁判を起こし勝訴した
。
2女。指導学生に後藤雄介（早稲田大学教授）、南川文里（同志社大学教授）等。

## 著書

### 単著
- 『アメリカの奴隷制と自由主義』東京大学出版会、1997年。ISBN　978-4-13-026115-9
- 『現代アメリカの政治文化：多文化主義とポストコロニアリズムの交錯』ミネルヴァ書房〈Minerva人文・社会科学叢書〉、2001年。ISBN　978-4-623-03556-4

### 共著
- （中条献）『キング牧師：人種の平等と人間愛を求めて』岩波書店〈岩波ジュニア新書〉、1993年。ISBN　978-4-00-500221-4

### 追悼文集
- 辻内鏡人追悼文集編集会議編『言葉：辻内鏡人追悼文集』私家版、2001年[5]。